# Pipizella antennata
Pipizella antennata är en tvåvingeart som beskrevs av Violovitsh 1981. Pipizella antennata ingår i släktet rotlusblomflugor, och familjen blomflugor. Inga underarter finns listade i Catalogue of Life.